# Bruree
Bruree (iriska: Brú Rí) är en ort i republiken Irland.   Den ligger i grevskapet County Limerick och provinsen Munster, i den centrala delen av landet, 190 km sydväst om huvudstaden Dublin. Bruree ligger 61 meter över havet och antalet invånare är 541.
Terrängen runt Bruree är platt.Runt Bruree är det ganska tätbefolkat, med 58 invånare per kvadratkilometer. Närmaste större samhälle är Kilmallock, 6,4 km öster om Bruree. Trakten runt Bruree består i huvudsak av gräsmarker.